# Smart Package Manager
Der Smart Package Manager ist eine freie Software, die bei vielen Linux-Distributionen die Verwaltung und Installation von Software-Paketen übernehmen kann.
Da der Smart Package Manager auf dem jeweiligen distributionseigenen Format (rpm, deb, Slackware) und Mechanismus (yum, APT, Urpm) aufbaut, eignet er sich, um eine einheitliche Oberfläche für die Softwareverwaltung quer über viele Distributionen zu präsentieren, ohne die Konfiguration zu verändern.
Der Smart Package Manager zeichnet sich durch eine komfortable Auflösung von Paket-Abhängigkeiten aus. Dies ermöglicht ihm ein effizienteres Vorgehen als viele andere Lösungen. Laut Eigenaussage der Entwickler arbeitet das Computerprogramm dabei besser als die vergleichbaren Programme Urpm, yum und APT. Dabei kann er auch auf Repositories zugreifen, die für andere Paketmanager bereitgestellt werden.